# Вивнитунваям
Вивнитунваям — река на северо-востоке полуострова Камчатка.
Длина реки — 16 км. Протекает по территории Олюторского района Камчатского края. Впадает в залив Корфа. В устье находится заброшенный посёлок Усть-Вывенка.

## Данные водного реестра
По данным государственного водного реестра России относится к Анадыро-Колымскому бассейновому округу.
Код объекта в государственном водном реестре — 19060000212120000006615.